# Miranda (Arcos de Valdevez)
Miranda é uma freguesia portuguesa do município de Arcos de Valdevez, com 10,02 km² de área e 245 habitantes (censo de 2021). A sua densidade populacional é 24,5 hab./km².
É composta pelos seguintes lugares: Agrochão, Almoinha, Bogalhosa (ou Bogalhoça), Carvalhal (dividido com Rio Cabrão), Casal, Senim, Cendufe, Cotão, Devesinha, Letrigo (dividido com Rio Cabrão), Mangoeiros, Padrão, Pontinha, Raposeira, Regueira, Represas, Ribeiro e Vaqueira.
Festas e romarias: Santo António (13 de junho), Senhora do Emigrante (agosto), Senhora da Peneda (em Letrigo a 8 de setembro).

## Demografia
A população registada nos censos foi:
| Distribuição da População por Grupos Etários | Distribuição da População por Grupos Etários | Distribuição da População por Grupos Etários | Distribuição da População por Grupos Etários | Distribuição da População por Grupos Etários |
| -------------------------------------------- | -------------------------------------------- | -------------------------------------------- | -------------------------------------------- | -------------------------------------------- |
| Ano                                          | 0-14 Anos                                    | 15-24 Anos                                   | 25-64 Anos                                   | > 65 Anos                                    |
| 2001                                         | 43                                           | 31                                           | 198                                          | 163                                          |
| 2011                                         | 19                                           | 28                                           | 123                                          | 155                                          |
| 2021                                         | 11                                           | 11                                           | 98                                           | 125                                          |

## Mosteiro de Santa Maria de Miranda
O Mosteiro de Santa Maria de Miranda é um dos mais antigos mosteiros do concelho de Arcos de Valdevez dedicados a São Bento. O Mosteiro já existia antes de ser beneditino em 1588. É um edifício românico do século XIII, que sofreu alterações contemporâneas, sendo de realçar o seu interior em estilo barroco, bem como os seus azulejos.
A história de Arcos de Valdevez está muito ligada a São Bento e à sua Ordem, a qual marcou presença indelével em todo o concelho, até à extinção das ordens religiosas em 1834. As fundações do convento, segundo a tradição, remontam a 659, tendo sido seu fundador o Bispo de Braga, S. Frutuoso. Na tradição das peregrinações a São Bento por parte do povo arcuense, este mosteiro não constitui grande atração, em comparação com o São Bento de Ermelo e São Bento do Cando.

## Património cultural edificado
- Mosteiro de Santa Maria de Miranda
- Casa da Comenda
- Capela de Santo António
- Casa da Raposeira